# Фессалиянка
«Фессалиянка» — комедия древнегреческого драматурга Менандра (IV—III века до н. э.), текст которой сохранился фрагментарно в виде ряда цитат, приведённых другими античными авторами. Время написания и постановки пьесы неизвестно.
Сохранившихся отрывков недостаточно, чтобы судить о сюжете. Предположительно в числе персонажей комедии была женщина из Фессалии, использовавшая колдовство, чтобы приворожить какого-то молодого человека.